# Тарабилда, Арунас
Ару́нас Тараби́лда (лит. Arūnas Tarabilda; 5 января 1934, Каунас — 6 ноября 1969, Вильнюс) — литовский художник-график, иллюстратор книг.

## Биография
Сын литовского графика Пятраса Тарабилды и художницы Домицеле Тарабильдене; брат художника графика Казиса Римтаса Тарабилды. В 1952 году поступил в Литовский государственный художественный институт. Вместе с ним на том же курсе графики у Витаутаса Юркунаса учились Стасис Красаускас, Витаутас Калинаускас, Юозас Галкус.
За антисоветскую деятельность в 1957 году был исключён из Художественного института и призван в Советскую армию.
В 1959—1961 годах снова учился в Художественном институте. С 1961 года участвовал в выставках.
Похоронен на кладбище Расу в Вильнюсе.

## Творчество
Автор эстампов, экслибрисов, плакатов, открыток, театральных костюмов и декораций, иллюстраций. С 1960 года иллюстрировал книги для детей.
С энтузиазмом участвовал в деятельности Республиканской геральдической комиссии при Министерстве культуры Литовской ССР. Воссоздал шесть прежних гербов и заново создал семь новых гербов литовских городов (1967—1969). Тарабилде обязаны своими современными гербами Друскининкай, Кайшядорис, Неринга, Паланга, Шилале, Ширвинтос, Шяуляй, Вилкавишкис, Швенчёниса и другие города.
Создал циклы графических работ «Песня повстанцев 1863 года» („1863 metų sukilėlių daina“; 1962—1965, Литовский художественный музей), «Вильнюсские легенды» („Vilniaus legendos“; 1966—1969, Литовский художественный музей). Оформлял и иллюстрировал книги Костаса Кубилинскаса, Альгимантаса Микуты, Владаса Мозурюнаса, Теофилиса Тильвитиса. В творчестве прибегал к модерным средствам выразительности. Произведениям свойственны сочетания рисунка и фотографии, аппликации, новаторские картинки, сформированные из текста („Raketos, planetos ir mes“ Томаса Венцловы, 1962).
Произведения хранятся в Литовском художественном музее.